# Janet Smith (Rhodesia)
Janet Duvenage Smith (nhũ danh Watt; 1915 - 3 tháng 12 năm 1994), là vợ của Ian Smith, Thủ tướng của Rhodesia từ năm 1964 đến năm 1979.
Sinh ra tại Cape Town, Cộng hòa Nam Phi, cha mẹ là người Scotland, bà theo học ngành Lịch sử tại Đại học Cape Town và trở thành một giáo viên. Năm 1942, bà kết hôn lần đầu tiên với Piet Duvenage, một cầu thủ bóng bầu dục và có hai mặt con. Tuy nhiên cuộc hôn nhân này khá ngắn ngủi, khi Duvenage chẳng may qua đời trong một tai nạn trên sân bóng bầu dục vào năm 1947.
Năm sau, bà đến thăm gia đình tại Nam Rhodesia và nhận công việc giảng dạy tại Selukwe. Tại đây, bà gặp người chồng thứ hai, người vừa quay về từ sau Thế chiến thứ II. Năm 1948, hai vợ chồng kết hôn và mua một trang trại, và Ian sau đó được bầu vào Quốc hội Rhodesia.
Năm 1964, khi Ian Smith trở thành Thủ tướng của Rhodesia, gia đình chuyển đến nơi cư trú dành cho các thủ tướng ở Salisbury. Gia đình Smith phân bố thời gian của mình trong việc quản lý nhà nước và các công việc tại trang trại ở Selukwe. Sau khi Zimbabwe độc lập và thoát khỏi Vương quốc Anh vào năm 1980, chồng bà đã thất bại trong cuộc tổng tuyển cử ở Nam Rhodesia năm 1980, nhưng vẫn nằm trong quốc hội cho đến năm 1987.
Janet Smith qua đời vì bệnh ung thư ở Harare vào đêm ngày 3 tháng 12 năm 1994, và được chôn cất tại quê nhà. Sau khi mất, chồng bà thuê một người để quản lý trang trại của họ.